# منظمة مركز الجنوب
مركز الجنوب هي منظمة حكومية دولية من الدول النامية، التي أنشئت بموجب اتفاق حكومي دولي (المعاهدة)، الذي دخل حيز النفاذ في 31 يوليو 1995، ومقرها في جنيف، سويسرا. وهي تعمل كمركز أبحاث مستقل للسياسة العامة، بينما تتمتع أيضًا بصفة مراقب في الأمم المتحدة ووكالات التنمية الأخرى.

## المهمة
يساعد مركز الجنوب بلدان الجنوب على تطوير وجهات نظر مشتركة والعمل معًا بشأن قضايا السياسة الدولية الرئيسية المتعلقة بالتنمية. وفي حدود قدراته، يستجيب مركز الجنوب أيضا لطلبات الحصول على المشورة المتعلقة بالسياسات والدعم التقني وغيرها من الكيانات الجماعية في الجنوب مثل مجموعة ال77 وحركة عدم الانحياز.
يتمتع مركز الجنوب بصفة مراقب في المنظمات التالية:
| المنظمة                                               | التاريخ                      | المرجع |
| ----------------------------------------------------- | ---------------------------- | ------ |
| الجمعية العامة للأمم المتحدة                          | 15 يناير 2009؛ 5 نوفمبر 2008 | [ 1 ]  |
| المجلس الاقتصادي والاجتماعي للأمم المتحدة             | 27 يوليو 2006                | [ 2 ]  |
| المنظمة العالمية للملكية الفكرية                      | 19 أغسطس 2002                | [ 3 ]  |
| مؤتمر الأمم المتحدة للتجارة والتنمية                  | 12 يونيو 2007                | [ 4 ]  |
| اتفاقية الأمم المتحدة الإطارية بشأن التغير المناخي    | 2 نوفمبر 1998                | [ 5 ]  |
| اتفاقية التنوع البيولوجي                              |                              | [ 6 ]  |
| المحكمة الجنائية الدولية                              | 21 نوفمبر 2008               | [ 7 ]  |
| لجنة التجارة والتنمية التابعة لمنظمة التجارة العالمية | 4 يونيو 1999                 | [ 8 ]  |
| اللجنة الدولية للتغيرات المناخية                      | 9، 10 أبريل 2008             | [ 9 ]  |
| مجموعة ال24                                           |                              | [ 10 ] |
| اتفاقية روتردام                                       | 28 أبريل 2013                | [ 11 ] |
| اتفاقية بازل                                          | 28 أبريل 2013                | [ 12 ] |
| اتفاقية استكهولم بشأن الملوثات العضوية الثابتة        | 28 أبريل 2013                | [ 13 ] |
| منظمة الصحة العالمية                                  | 23 مايو 2013                 | [ 14 ] |
| صندوق المناخ الأخضر                                   | يونيو 2013                   | [ 15 ] |

## الدول الأعضاء

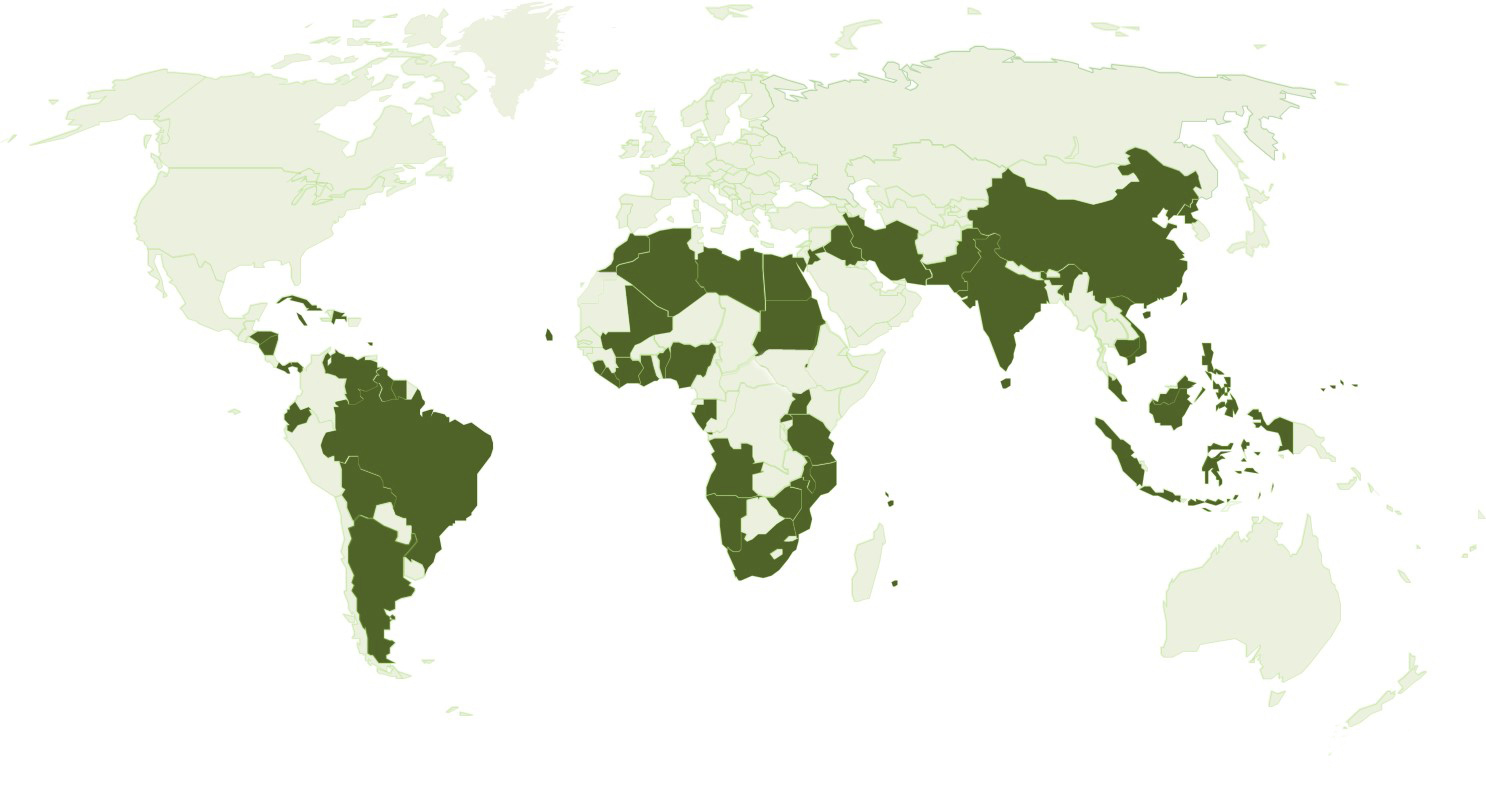
خريطة توضح الدول الأعضاء.

يتألف مجلس النواب من ممثلي الدول الأعضاء. يجتمعون سنوياً، من أجل فحص عمل المركز ومن أجل تقديم السياسات والتوجيه التشغيلي. يُطلب من جميع الدول الموقعة على الاتفاقية والمصادقة عليها أوالمنضمة تعيين شخص رفيع المستوى كممثل لها في المجلس. يعين المجلس مجلس إدارة مكون من تسعة أعضاء وينتخب رئيس المركز.

اعتبارًا من عام 2017 وقعت الدول التالية البالغ عددها 54 دولة أو صدقت أو انضمت:
- الجزائر
- أنغولا
- الأرجنتين
- باربادوس
- بنين
- بوليفيا
- البرازيل
- بوروندي
- ساحل العاج
- كمبوديا
- الصين
- ساحل العاج
- كوبا
- كوريا الشمالية
- جمهورية الدومينيكان
- الإكوادور
- مصر
- الغابون
- غانا
- غيانا
- هندوراس
- الهند
- إندونيسيا
- إيران
- العراق
- جامايكا
- الأردن
- ليبيريا
- ليبيا
- ملاوي
- ماليزيا
- مالي
- موريشيوس
- ولايات ميكرونيسيا المتحدة
- المغرب
- موزمبيق
- ناميبيا
- نيكاراغوا
- نيجيريا
- باكستان
- فلسطين
- بنما
- الفلبين
- سيشل
- سيراليون
- جنوب أفريقيا
- سريلانكا
- السودان
- سورينام
- تنزانيا
- أوغندا
- فنزويلا
- فيتنام
- زيمبابوي

؛ أعضاء سابقون
- كولومبيا (وقعت عليها عام 1994؛ وصدقت عليها عام 1997؛ ورفضها عام 2007)
- صربيا والجبل الأسود (وقعت عليها في 1994؛ صدقت عليها في 1996)

## المنشورات
نشرة الجنوب، وهي مطبوعة منتظمة لمركز الجنوب، تقيّم المناقشات الجارية حول تحديات السياسة العالمية الرئيسية وتقدم تدفقًا منتظمًا للتحليل والتعليقات إلى صانعي السياسات في الجنوب.
كما تتاح الأوراق البحثية والمقالات المنشورة والمذكرات التحليلية والمنشورات الأخرى باللغات الإنجليزية والفرنسية والإسبانية على موقع مركز الجنوب تحت عنوان «المنشورات».